# Manfred Näslund
Hans Manfred Eugen Näslund, född 28 juni 1899 i Alnö församling i Västernorrlands län, död 18 juli 1988 i Vallentuna församling i Stockholms län, var en svensk skogsvetenskapsman och ämbetsman. Han var chef för Statens skogsforskningsinstitut 1944–1957 och landshövding i Norrbottens län 1957–1966.

## Biografi

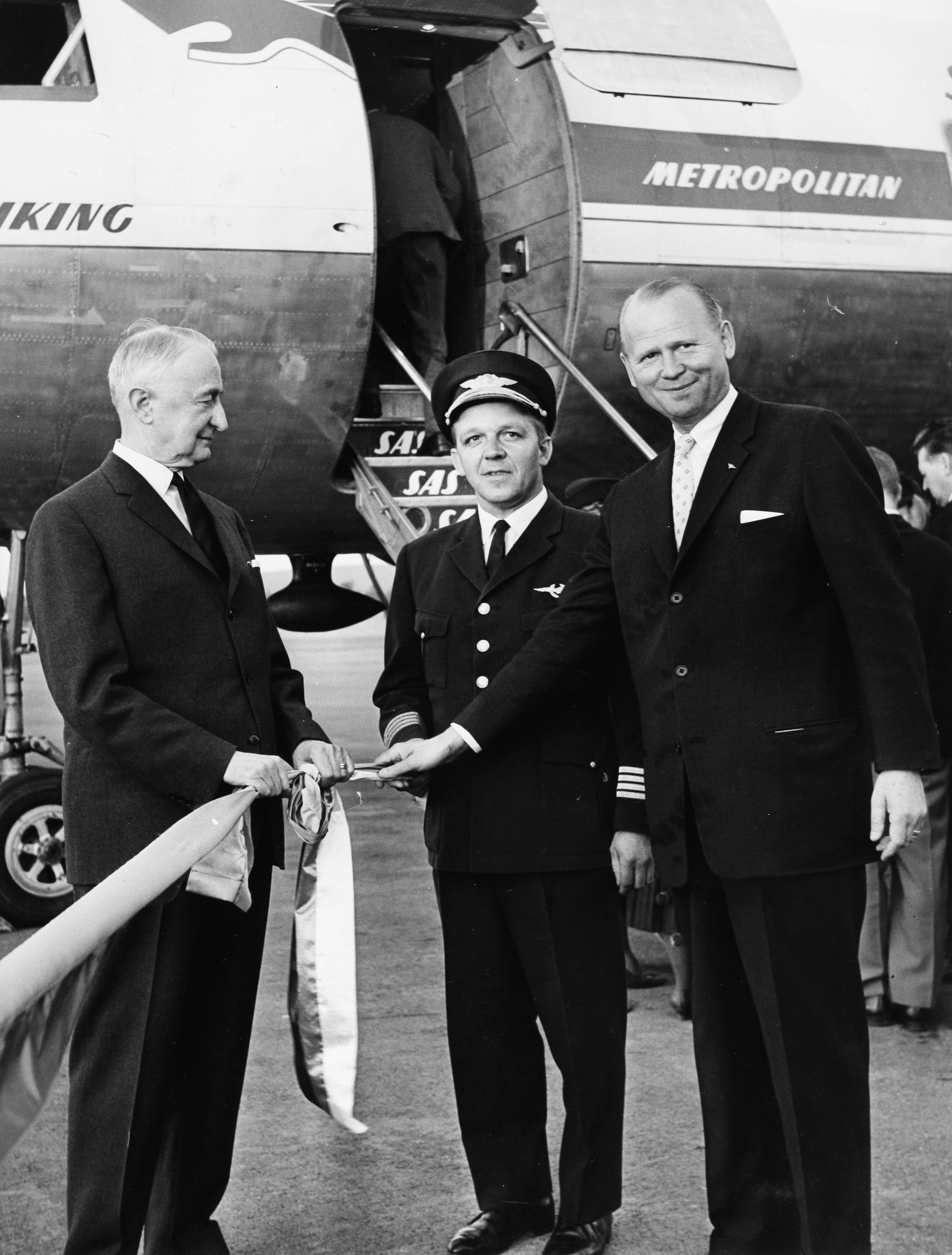
Manfred Näslund med Nils Scholz och Sven-Erik Svanberg från SAS på Bardufoss flygplats 1963.

Näslund avlade studentexamen vid Sundsvalls högre allmänna läroverk 1919. Han avlade civiljägmästarexamen vid Skogsinstitutet 1925, varpå han var anställd bland annat vid Skönviks AB och Skogshögskolan 1925–1927. Han tjänstgjorde 1928–1957 vid Statens skogsförsöksanstalt (1945 namnändrad till Statens skogsforskningsinstitut): som förste skogsbiträde i Skogsavdelningen 1928–1929, som assistent i Skogsavdelningen 1929–1941, som överassistent i Skogsavdelningen 1941–1944, som tillförordnad föreståndare för Skogsavdelningen 1942–1944, som professor och ordinarie föreståndare för Skogsavdelningen 1944 och som chef för institutet 1944–1957 (tillika föreståndare för den nyinrättade Statistiska avdelningen från 1944), från 1955 med överdirektörs namn. Han var ledamot av styrelsen för institutet 1944–1961 och dess ordförande 1962–1968. Näslund var landshövding i Norrbottens län 1957–1966.
Näslund var dessutom ledamot av myndighetsstyrelser och tjänstgjorde i statliga utredningar. Hans publikationer gällde framför allt skogsuppskattning och skogsskötsel. Inom skogsuppskattningen gjorde Näslund stora och internationellt uppmärksammade insatser. Han bistod även som expert med att organisera skogsforskningsinstitut i Turkiet 1948–1949, i Österrike och Mexiko 1953 samt i Burma 1955–1958.
Manfred Näslund invaldes 1945 som ledamot av Kungliga Lantbruksakademien och utsågs 1982 till hedersledamot av akademien. Han invaldes 1945 som ledamot av Kungliga Ingenjörsvetenskapsakademien och 1955 som hedersledamot av Finska forstsamfundet. Han promoverades till filosofie hedersdoktor vid Stockholms högskola 1956, till hedersdoktor vid Münchens universitet 1959 och till skogsvetenskaplig hedersdoktor vid Skogshögskolan 1971 samt blev hedersledamot av Norrländska Skogsvårdsförbundet 1958. Han var hedersledamot av Norrlands nation vid Uppsala universitet.[källa behövs]
Manfred Näslund var son till handlanden Hans Näslund och Amanda Andersson. Han var 1926–1950 gift med Viola Svensson (1903–1974) och gifte sig 1950 med Kerstin Holmberg. Han var äldre bror till företagsledaren Sture Näslund. Näslund är begravd på Danderyds kyrkogård.

## Utmärkelser
- Riddare av Nordstjärneorden, 1945.[8]
- Kommendör av Nordstjärneorden, 4 juni 1949.[9]
- Kommendör av första klassen av Nordstjärneorden, 21 november 1958.[10]
- Kommendör med stora korset av Nordstjärneorden, 6 juni 1966.[11]
- Kommendör av första klassen av Finlands Vita Ros’ orden.[4]
- Kommendör av första klassen av Finlands Lejons orden.[4]
- Kommendör av Norska Sankt Olavs orden.[4]
- Storofficer av Förbundsrepubliken Tysklands förtjänstorden.[4]
- Storofficer av Österrikiska förtjänstorden.[4]